# Simo Lampinen

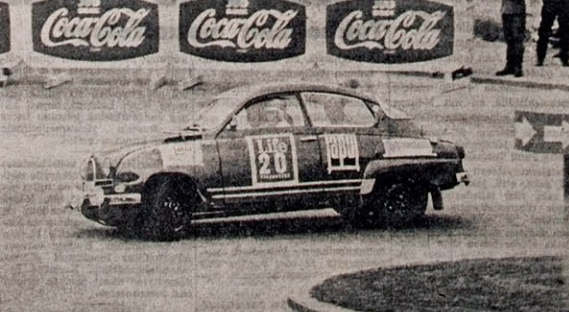
Lampinen compitiendo con un Saab Sport en 1965.

Simo Lampinen (Porvoo, 22 de junio de 1943) es un antiguo piloto de rally finlandés, y uno de los primeros «finlandeses voladores».
Lampinen contrajo la poliomielitis a una corta edad, lo cual lo dejó con un pronunciado cojeo. Esto le permitió conseguir el permiso de conducir a los 17 años para así poder llegar y volver de la escuela con más facilidad. Al poco tiempo pasó a competir en carreras y ganó el Campeonato de Finlandia de Rally en 1963 y 1964. Sus primeras victorias las consiguió con un Saab 96, antes de unirse a Lancia en 1970 donde continuó ganando carreras. También corrió con Peugeot, Fiat y Triumph, aunque sin el mismo éxito.
- Datos: Q1851771
- Multimedia: Simo Lampinen / Q1851771